# Michael Harvey (Künstler)
 Michael Harvey  (* 4. April 1944 in Leicester, Großbritannien) ist ein britisch-US-amerikanischer Konzeptkünstler, Schriftsteller, Maler, Zeichner und avantgardistischer Film- und Videokünstler. Er lebt in Lyme, USA.

## Leben und Werk
Michael Harvey studierte von 1964 bis 1969 am Leicester College. Er lebt seit Ende der 1960er Jahre in den USA. Seine Kunst ist keiner speziellen Richtung zuzuordnen. Er malt und gestaltet vielseitig und konzeptuell. Seine Filme und Videoarbeiten tragen die Spuren des strukturellen und experimentellen Films. Er ist ebenfalls als Autor von künstlerischen Kurzgeschichten und Erzählungen tätig.
Führende Galerien zeigen seine Werke, unter anderem The Leo Castelli Gallery, Metro Pictures, Daniel Wolf Gallery, PS1 und die Paula Cooper Gallery. Seine Arbeiten sind Bestandteil der Sammlungen wichtiger Museen: Whitney Museum of American Art, Museum of Modern Art, Los Angeles Institute of Contemporary Art.
Michael Harvey war Teilnehmer der Documenta 5 in Kassel im Jahr 1972 in der Abteilung Licht + Idee/Licht.
Anlässlich der Wahl von Barack Obama zum Präsidenten der USA gestaltete Michael Harvey künstlerische Obama-Büsten aus verschiedenen Materialien, um diesen zu unterstützen.